# Дедекиндов пресек
Дедекиндов пресек је једно од највећих открића у теорији бројева, назван по немачком математичару Рихарду Дедекинду. Он је открио методу дефинисања реалних бројева помоћу рационалних бројева. 
Дедекиндовим пресеком на скупу рационалних бројева називамо пар скупова А и В( доња и горња класа) таквих да је сваки елемент доње класе мањи од било којег елемента горње класе. На скупу рационалних бројева, Дедекиндов пресек припада једном од следећа три типа: 
1. Постоји највећи елемент у класи, а класа не садржи најмањи елемент; 
2. Класа не садржи највећи елемент, али класа садржи најмањи елемент; 
3. Не постоји највећи елемент у класи нити постоји најмањи елемент у класи . 
Прва два типа дефинишу рационалан број, док трећи дефинише ирационалан број. 

## Дедекиндов пресек
Дедекиндов пресек је подела рационалних бројева у два непразна скупа А и В ( доња и горња класа), таква да су сви елементи скупа А мањи од свих елемената скупа В, и скуп А не садржи највећи елемент. Скуп В може али не мора да има најмањи елемент међу рационалним. Ако В има најмањи елемент међу рационалним, пресек одговара том рационалном. У супротном, тај пресек дефинише јединствени ирационални број који, грубо говорећи, испуњава "јаз" између А и В. Другим речима, скуп А садржи сваки рационалан број мањи од пресека, а скуп В садржи сваки рационални број већи или једнак пресеку. Ирационални пресек се изједначава са ирационалним бројем који није ни у једном скупу. Сваки реалан број, рационалан или не, изједначава се само једним пресеком рационалности.
Дедекиндов пресек може бити уопштен од рационалних бројева до било ког потпуно уређеног скупа, дефинисањем Дедекиндовог пресека као поделе потпуно уређеног скупа на два непразна скупа А и В, тако да је А ограничен одоздо (што значи да за све а у А, к ≤ а подразумева да је и к у А), а В је ограничен одозго, а А не садржи највећи елемент. 
Дедекиндов пресек на скупу реалних бројева даје увек реалан број и има само два типа: 1. Постоји највећи елемент у класи, а класа не садржи најмањи елемент ; 2. Класа не садржи највећи елемент, али класа садржи најмањи елемент ;
Једноставно је показати да је Дедекиндов пресек између реалних бројева јединствено дефинисан одговарајућим пресеком међу рационалним бројевима. Слично, сваки пресек реалних је идентичан пресеку направљеном специфичним реалним бројем (који може бити најмањи елемент скупа В). Другим речима, број линија којима је сваки реалан број дефинисан као Дедекиндов пресек рационалних је потпун континуум без икаквих даљих празнина.
Важна сврха Дедекиндовог пресека је рад са скуповима бројева који нису комплетни. Сам пресек може представљати број који није у оригиналном скупу бројева (најчешће рационални бројеви). Пресек може представљати број b, иако бројеви садржани у два скупа А и В заправо не садрже број b који њихов пресек представља.

## Како одредити √2?
Он би могао да се представи неком тачком на правој свих реалних бројева, а која лежи негде између 1 и 2,тако да бољим апроксимацијама можемо да сузимо интервал у коме се тај број налази. Али тешко је сузити интервал, а да он притом не обухвати и мноштво других тачака. Овај проблем Дедекинд је решио пресецима који могу да се примене на ма коју тачку праве реалних бројева. Треба да разматрамо само ону врсту пресека који одваја све рационалне бројеве у две класе на следећи начин:свака класа садржи најмање бар један број; сваки број у горњој класи већи је од сваког броја у доњој класи. Затим, бројеви горње класе немају најмањи број, а они из доње класе немају највећи број.Сада можемо да замислимо да се та горња и доња класа налазе представљене на правој реалних бројева. Због услова да нема највећег и најмањег броја у респективним класама, те две класе такорећи теже да се саставе једна са другом, али не могу зато што је сваки број горње класе већи од сваког броја доње класе. Место на коме те две класе теже да се саставе јесте пресек и он дефинише известан ирационалан број.Да би се установило тачно место √2 као пресека, стављамо у горњу класу све оне позитивне рационалне бројеве чији су квадрати већи од 2, а у доњу класу све остале рационалне бројеве.√2је уловљен између те две класе и у тој “замци” је сам.